# SN 2002dd
SN 2002dd – supernowa typu Ia odkryta 11 maja 2002 roku w galaktyce A123655+6212. W momencie odkrycia miała maksymalną jasność 24,00m.